# جيجو (مقاطعة مستقلة خاصة)
مقاطعة جيجو المستقلة الخاصة (بالهانغل: 제주특별자치도 | بالهانجا: 濟州特別自治道 | حرفياً: جيجو تكبيول جاتشي دو) هي أحد مقاطعات كوريا الجنوبية. تقع المقاطعة في منتصف مضيق كوريا على جزيرة جيجو المحاذية لشبه الجزيرة الكورية. كان الأوربيون يعرفونها باسم كويلبارت (بالإنجليزية: Quelpart). عاصمة المقاطعة هي مدينة جيجو.
تضم المقاطعة الموقع التراثي العالمي المعروف باسم جزيرة جيجو البركانية وأنابيب الحمم. للمقاطعة جو معتدل ونادراً ما تنخفض درجة الحرارة في الشتاء لتحت الصفر.

## جغرافيا
تعد جزيرة جيجو جزيرة بركانية يهيمن عليها بركان هالاسان البركاني ذو الارتفاع 1950 متر والذي هو أعلى قمم كوريا الجنوبية. تشكلت الجزيرة بالكامل من انفجار بركاني قبل حوالي مليوني عام وتتكون من البازلت واللافا. طقسها رطب استوائي أعلى حرارة من كوريا وأربع فصول متمايزة بحيث يكون الشتاء بارد وجاف والصيف حار ورطب وأحيانا ماطر.
يغطي ما يعرف باسم غابة غوتجاوال حوالي 12% من مساحة جيجو. بقيت الغابة دون أي تدخل بشري حتى القرن الحادي والعشرين ولذلك فهي غنية حيويا وتعتبر المصدر الرئيسي للمياه الجوفية لنصف مليون نسمة من سكان الجزيرة.

## التقسيم الإداري
حتى عام 2005 كانت محافظة جيجو مقسمة إلى مدينتين هما جيجو وسيوغويبو، ومقاطعتين هما بوك-جيجو (شمال جيجو) ونام-جيجو (جنوب جيجو). في عام 2005 اعتمد قانون محلي لدمج مقاطعة بوك-جيجو مع مدينة جيجو ومقاطعة نام-جيجو مع مدينة سيوغويبو لتشكيل مدينتين كبيرتين. كما أنه أعيد تسمية المحافظة لتصبح محافظة جيجو الخاصة المستقلة كما أن الحكومة المحلية حصلت على صلاحيات كانت تقتصر فقط على الحكومة المركزية وذلك تمهيدا لتحويلها إلى «مدينة دولية حرة».

## المجتمع والثقافة
بسبب انعزال جيجو النسبي فقد طور السكان ثقافة متفردة نسبيا عن البر الكوري. حيث يوجد آلاف الأساطير المحلية في جيجو ويعتبر تمثال دول هاريوبانغ (الجد الحجرة) المصنوع من البازلت من أشهرها. كما تشتهر جيجو أيضا بهيكلية الأسرة التي تتبع الأم.

## الاقتصاد
في عام 2006 وصل الناتج الإجمالي للمحافظة إلى 8.5 ترليون وون أي ما يعادل 15 مليون وون للنسمة. كما أن جيجو هي مقر شركة داوم للاتصالات التي تملك موقع الإنترنت الشهير لايكوس. كما تشتهر جيجو باستضافة العديد من المؤتمرات والاجتماعات الدولية على مدار العام.

## السياحة
تعتبر السياحة من أهم مصادر الدخل في جيجو بسبب امتلاكها طقس استوائي ومناظر طبيعية وشواطئ شهيرة ليس فقط بين سكان كوريا الجنوبية بل السواح من مختلف بقاع شرق آسيا والعالم. أشهر المعالم السياحية هي شلالات تشيونيي-يون وتشيونيه-يون، جبل هالا، مغارة هيوبيه. بالإضافة إلى العديد من الرياضات كالغولف وركوب الخيل والصيد وتسلق الجبال وغيرها. يعتبر مطار جيجو الدولي طريق الوصل الرئيسي للجزيرة لمعظم السياح.

## وصلات خارجية
- الموقع الرسمي لمحافظة جيجو